# Èric el Victoriós
Èric Björnsson o Èric VIII de Suècia, més conegut com a Èric el Victoriós (nòrdic antic: Erik Segersäll) (920 - 995). Rei de Suècia pertanyent a la casa de Munsö, entre els anys 970 i 995. Rei de Dinamarca entre els anys 992 i 993. Fill de Björn III de Suècia. És considerat el primer rei que va tenir sota el seu poder l'àrea que avui inclou les àrees sueques de Svealand, Västergötland i Östergötland, és a dir la Suècia de l'Alta Edat Mitjana. Segons les fonts que tracten sobre el seu regnat (sagues islandeses i la crònica d'Adam de Bremen), Èric va prendre possessió del tron cap a l'any 970, governant juntament amb el seu germà Olof II de Suècia. Aproximadament cap a l'any 975, Olof va morir i Èric va passar a regnar sòl.
Segons les sagues, Olof havia tingut un fill, Styrbjörn el Fort, que probablement era el cap d'una tribu d'Escània i que després de la mort del seu pare ambicionava el tron. Èric es va negar a reconèixer els drets del seu nebot, i aquest es va aliar amb els jomsvikings de Jomsborg, mercenaris que habitaven les illes de Wolin, amb els quals va dirigir una campanya cap a Uppland per enfrontar-se a Èric. Al voltant de l'any 985, els exèrcits d'Èric i de Styrbjörn es van enfrontar als afores d'Upsala, que va finalitzar amb la victòria d'Èric. A ran d'aquella batalla, se li va atorgar a Èric el sobrenom de "el Victoriós".
Èric també hauria expulsat al rei Svend I de Dinamarca i regnat en aquell regne després d'haver portat a terme una marxa de conquesta per terres daneses i venjar el suport dels danesos cap al seu nebot. Va regnar durant molt poc temps com a rei de Dinamarca, perquè una malaltia el va obligar a tornar cap a Uppsala. Va morir l'any 995.

## Herència
Èric va contraure matrimoni amb Sígrid l'Altiva, i com a fruit d'aquesta relació van néixer tres fills:
- Emund Eriksson (n. 965), qüestionat pels historiadors.
- Holmfrid Eriksdotter (n. 968), també qüestionada pels historiadors que consideren que hi ha més probabilitats que fos filla i no germana d'Olaf. Algunes sagues mencionen el seu matrimoni amb el jarl de Lade, Sveinn Hákonarson de Noruega.
- Olaf Skötkonung.[1]